# Lake River
Der Lake River ist ein Fluss im Zentrum des australischen Bundesstaates Tasmanien.

## Geografie

### Flusslauf
Der rund 58 Kilometer lange Lake River entsteht im Woods Lake in den Great Western Tiers, etwa 70 Kilometer südlich von Launceston, aus dem Upper Lake River und verschiedenen kleinen Bächen und Rinnsalen. Von dort fließt er nach Norden und mündet rund zwei Kilometer südöstlich der Siedlung  Kilrae in den Macquarie River.

### Nebenflüsse mit Mündungshöhen
Der Lake River hat folgende Nebenflüsse:
- Upper Lake River – 741 m
- Micks Creek  – 611 m
- Mount Penny Creek – 503 m
- Scrubby Den Rivulet – 428 m
- Dabool Rivulet – 208 m

### Durchflossene Seen
Er durchfließt folgende Seen:
- Woods Lake – 741 m